# 13127 Jeroenbrouwers
13127 Jeroenbrouwers este un asteroid din centura principală de asteroizi.

## Descriere
13127 Jeroenbrouwers este un asteroid din centura principală de asteroizi. A fost descoperit pe 12 august 1994 la Observatorul La Silla de Eric Walter Elst. Asteroidul prezintă o orbită caracterizată de o semiaxă mare de 2,40 ua, o excentricitate de 0,13 și o înclinație de 2,2° în raport cu ecliptica.